# عبدالله‌آباد (امیرآباد دامغان)
عبدالله‌آباد یک روستا در ایران است که در دهستان قهاب صرصر واقع شده‌است. عبدالله‌آباد ۲۵۲ نفر جمعیت دارد.